# Jennifer Aaker
Jennifer Aaker [Jennifer Lynn Aaker] (Palo Alto, 15 de enero de 1967) es una escritora, educadora y psicóloga estadounidense. Se desempeña actualmente como docente de mercadeo en la Escuela de Postgrado de Negocios Stanford. Recibió el Premio al Logro Científico de la Sociedad de Psicología del Consumidor y el Premio de Enseñanza de Stanford. Publicó su primer libro en 2010, titulado The Dragonfly Effect. Sus obras literarias han sido publicadas en The Economist, The New York Times, The Wall Street Journal, The Washington Post, Forbes y Science, entre otras importantes publicaciones.

## Obra
- The Dragonfly Effect: Quick, Effective, and Powerful Ways To Use Social Media to Drive Social Change (2010)[5]
- Dragonfly Effect Workbook: The Power of Stories (2013)
- Keep Calm, Play Hard: One Player's Journey in New York City (2013)
- Tea Sloane's Adventure: A Sparkly Tale of Whimsy and Meaning Found in NYC (2013)
- Devon Made It: One Boy's Journey in NYC (2013)